# عشاق (مدينة)
عُشاق (بالتركية: عشاق، Uşak) هي عاصمة ولاية عشاق تقع في منطقة إيجة في تركيا ويبلغ تعداد سكانها قرابة 137,001 نسمة.
تقع عشاق على بُعد 210 كم (130 ميل) من مدينة إزمير أقرب السواحل للمدينة، وتعتبر إزمير ميناء عشاق الرئيسي. تقع عشاق على مُفترق طرق بين منطقة وسط الأناضول ومنطقة إيجة، وتتمتع المدينة بالمناخ والإنتاج الزراعي، كما كانت تُعرف بأنها قاعدة صناعية قوية. كانت عشاق أول مدينة في تركيا لديها شبكة كهرباء في المناطق الحضرية، وأول مدينة تم التوقيع فيها على اتفاق علاقات العمل الجماعي خلال العهد العثماني بين موظفين صناعة الجلود والعمال. كما كان في المدينة أول مصنع للجمهورية التركية، وهو معمل لتكرير السكر، أُنشئت بمبادرة من القطاع الخاص بين رجال الأعمال المحليين. هذا التقليد ما زال مستمراً حتى يومنا هذا في منطقتين صناعيتين.

## التاريخ
أول المدن المنظمة المعروفة بمنطقة أوزاك هي بهريغيانس في الجزء الشرقي وليديون في الغرب خلال القرن السابع قبل الميلاد. اكتُشِف فيها كنز قارون من قِبل مجموعة لصيد الكنوز في سنة 1965. والتي تم تهريبها خارج تركيا، وفي وقت لاحق تم استرجاعها من متحف المتروبوليتان للفنون في مدينة نيويورك، وتصدرت أخبارها عناوين الصحف العالمية، وتعطي هذه الآثار مؤشراً على درجة عالية من الحضارة التي حققتها دول الأناضول.
ضُمّت منطقة عشاق لمملكة ليديا ثم للإمبراطورية الفارسية الأولى أخمينيون في القرن السادس قبل الميلاد، ثم الإسكندر الأكبر وحلفائه في القرن الرابع قبل الميلاد. بعد ذلك حُكِمت عشاق تِباعاً من قبل الإمبراطورية الرومانية، والإمبراطورية البيزنطية، وثم كرمايان، وأخيراً الدولة العثمانية (اعتباراً من سنة 1429).
في العهد العثماني كانت المدينة تُسمى «عُشاق» وهي تعني (العشاق) أو (المنشدون). ويرجح أن تكون الكلمة الثانية هي الأكثر الأصل للكلمة، إشارةً للفن الشعبي الذي كان مُنتشراً بالمنطقة.
احتلت عشاق من قِبل الجيش اليوناني بين 28 أغسطس 1920 و 1 سبتمبر 1922. وخلال تراجع اليوناني، اعتقل القائد اليوناني نيكولاوس تريكوبيس في قرية جوجم بالقرب من عشاق، وحتى الآن مدفون تحت خزان مائي.
كانت عشاق مركز حي داخل ولاية كوتاهية حتى عام 1953، ثم تم تشكيل ولاية عشاق وأصبحت عشاق عاصمة المقاطعة.

### رؤية إيفليا جيلبي لعشاق
عندما زار المسافر الشهير إيفليا جيلبي عشاق، أشاد بنشاط التجارة في المدينة. في القرن السادس عشر، كتب إيفليا جيلبي عن وجود حمامين، و370 متجرًا، و7 حانات، وحانة اتحاد الحرفيين اليدويين، و4 جوامع، و10 مساجد، و7 مقاهي. هذا يشير إلى ازدهار المدينة في تلك الفترة وأهميتها الاقتصادية.
**تغيير الأحياء وتطور السكان**
شهدت عشاق تغييرات في الأحياء والمستوطنات على مر العصور. في عام 1520، كانت المدينة تضم 10 أحياء، ولكن في عام 1570، ارتفع عدد الأحياء إلى 12. وكانت هذه الأحياء تشمل حي آيبيه، وحي الجامع، وحي حاجي حسن، وحي كساب حسن، وحي المشهد، وحي سليمان فاقه، وحي برهان فاقه، وحي جديد، وحي حاجي ييارلو، وحي حاجي صدق، وحي ميمي جليبي، وحي حاجي حزير. وفي عام 1570، كان هناك مجموع 493 منزل في هذه الأحياء.
وفي عام 1676، كان هناك 9 أحياء في عشاق تضم مجموعًا 455 منزل، بما في ذلك 72 منزلًا يؤوي أفرادًا عسكريين. في القرن السادس عشر، لم يكن هناك سكان غير مسلمين في المدينة، ولكن في عام 1676، تم تسجيل وجود 10 منازل غير مسلمة تضم سكانًا من اليونانيين والأرمن.

### الأحداث التاريخية والتطور
شهدت عشاق على مر العصور العديد من الأحداث التاريخية. في عام 1792-93، شهدت المنطقة انتفاضة بقيادة أجموغلو سيد أحمد، ولكن في عام 1795 تم قتله، مما أتاح استعادة الاستقرار في المدينة.
**العصر الجمهوري وعشاق الحديثة**
بعد أن احتلت القوات اليونانية المدينة في 29 أغسطس 1920، تم استعادتها بواسطة القوات التركية في 1 سبتمبر 1922 بنجاح، وأصبحت عشاق فيما بعد مركزًا لولاية عشاق الجديدة.
في العصر الحديث، أصبحت عشاق مدينة حديثة ومزدهرة، حيث شهدت نموًا كبيرًا في الصناعة والتجارة.

### تغييرات في السكان
شهدت عشاق تغييرات في السكان على مر العصور. في عام 1898، كان إجمالي السكان في المدينة 12,841 نسمة، حيث كان هناك 10,637 مسلمًا، 1,548 يونانيًا، و656 أرم

## المناخ
تتمتع عشاق بمناخ البحر الأبيض المتوسط القاري مع شتاء بارد ورطب وثلجي بانتظام، وصيف حار وطويل وجاف.
| البيانات المناخية لـمدينة عشاق                    | البيانات المناخية لـمدينة عشاق | البيانات المناخية لـمدينة عشاق | البيانات المناخية لـمدينة عشاق | البيانات المناخية لـمدينة عشاق | البيانات المناخية لـمدينة عشاق | البيانات المناخية لـمدينة عشاق | البيانات المناخية لـمدينة عشاق | البيانات المناخية لـمدينة عشاق | البيانات المناخية لـمدينة عشاق | البيانات المناخية لـمدينة عشاق | البيانات المناخية لـمدينة عشاق | البيانات المناخية لـمدينة عشاق | البيانات المناخية لـمدينة عشاق |
| الشهر                                             | يناير                          | فبراير                         | مارس                           | أبريل                          | مايو                           | يونيو                          | يوليو                          | أغسطس                          | سبتمبر                         | أكتوبر                         | نوفمبر                         | ديسمبر                         | المعدل السنوي                  |
| ------------------------------------------------- | ------------------------------ | ------------------------------ | ------------------------------ | ------------------------------ | ------------------------------ | ------------------------------ | ------------------------------ | ------------------------------ | ------------------------------ | ------------------------------ | ------------------------------ | ------------------------------ | ------------------------------ |
| متوسط درجة الحرارة الكبرى °م (°ف)                 | 7.2 (45.0)                     | 8.0 (46.4)                     | 12.0 (53.6)                    | 16.5 (61.7)                    | 21.9 (71.4)                    | 26.7 (80.1)                    | 30.5 (86.9)                    | 30.7 (87.3)                    | 26.3 (79.3)                    | 20.4 (68.7)                    | 13.8 (56.8)                    | 8.7 (47.7)                     | 18.6 (65.4)                    |
| متوسط درجة الحرارة الصغرى °م (°ف)                 | −1.1 (30.0)                    | −0.8 (30.6)                    | 1.5 (34.7)                     | 5.4 (41.7)                     | 9.3 (48.7)                     | 12.8 (55.0)                    | 15.8 (60.4)                    | 15.8 (60.4)                    | 11.9 (53.4)                    | 8.0 (46.4)                     | 3.5 (38.3)                     | 0.7 (33.3)                     | 6.9 (44.4)                     |
| الهطول مم (إنش)                                   | 63.1 (2.48)                    | 65.1 (2.56)                    | 55.3 (2.18)                    | 56.2 (2.21)                    | 44.9 (1.77)                    | 22.6 (0.89)                    | 18.1 (0.71)                    | 12.7 (0.50)                    | 17.7 (0.70)                    | 43.4 (1.71)                    | 65.4 (2.57)                    | 74.7 (2.94)                    | 539.2 (21.22)                  |
| متوسط الأيام الممطرة                              | 11.6                           | 10.8                           | 10.4                           | 11.2                           | 9.9                            | 5.1                            | 3.1                            | 2.3                            | 3.5                            | 6.9                            | 8.5                            | 12.0                           | 95.3                           |
| ساعات سطوع الشمس الشهرية                          | 124                            | 126                            | 173.6                          | 204                            | 275.9                          | 321                            | 356.5                          | 344.1                          | 288                            | 220.1                          | 150                            | 120.9                          | 2٬704٫1                        |
| المصدر: Devlet Meteoroloji İşleri Genel Müdürlüğü |                                |                                |                                |                                |                                |                                |                                |                                |                                |                                |                                |                                |                                |

## توأمة المدن
- أوفنباخ أم ماين
- أستانا
- بيسني